# لتینگان
لتینگان، روستایی است از توابع بخش مرکزی شهرستان نوشهر در استان مازندران ایران.

## جمعیت
این روستا در دهستان خیرودکنار قرار دارد و براساس سرشماری مرکز آمار ایران در سال ۱۳۸۵، جمعیت آن ۱۳۱۳ نفر (۳۶۹خانوار) بوده‌است. مردم لتینگان از قومیت طبری هستند. مردم لتینگان به زبان طبری و گویش کجوری سخن می‌گویند.